# Jewelpet: Magical Change
Jewelpet: Magical Change (ジュエルペット マジカルチェンジ, Juerupetto Majikaru Chenji) é uma série de anime de mahō shōjo produzida pelos estúdios Studio Deen e Studio Comet. É a sétima temporada do anime e franquia Jewelpet, baseado nos personagens criados pela Sanrio e Sega Sammy Holdings. Foi dirigido por Nobuhiro Kondo (Nobunagun) e escrito por Masahiro Yokotani (Free!, Beelzebub). Os desenhos dos personagens foram feitos por Hiroki Harada (Romeo × Juliet) e Tomoko Miyakawa. A série estreou no Japão nos canais da TXN (TV Tokyo, TV Osaka) em 4 de abril de 2015, substituindo Lady Jewelpet na programação.

## Desenvolvimento
A sétima temporada Jewelpet: Magical Change foi revelada em 2015 no Festival Winter Wonder realizado no Japão, e foi confirmada na edição de março da revista Pucchigumi publicada pela Shogakukan. A edição de abril também confirmou o novo conceito da série, mostrando as Jewelpets transformando-se em seres humanos (antropomorfismo moe), através de magia.
Em 16 de março, o grupo pop ídolo japonês Dorothy Little Happy confirmou que gravou o tema de encerramento do anime, para coincidir com seu 5º aniversário de turnê no Japão. Um vídeo promocional de 30 segundos também foi lançado na conta oficial da TMS Entertainment no YouTube, com permissão da Sanrio e do estúdio de animação Studio DEEN, os detalhes adicionais do anime foram revelados na convenção de anime AnimeJapan Expo 2015.

## Enredo
Um castelo estranho de repente cai do céu em uma cidade suburbana normal. As pessoas ficam confusas e não sabem de onde este castelo veio e todas elas vão investigar o misterioso acontecimento, mas acabam por não conseguindo, porque estava trancado. O castelo fica conhecido como o Castelo Jewel. No entanto, as pessoas nunca conheceram as origens do castelo, como as fadas mágicas de Jewel Land, o castelo aparece no mundo humano porque as pessoas não acreditam mais em magia. Para aumentar sua magia mais uma vez, as Jewelpets são enviadas em todo o mundo humano, disfarçadas como seres humanos comuns, e terão de estudar o seu modo de vida, com a esperança de reacenderem os "corações puros e mágicos".

## Mídia

### Anime
Jewelpet: Magical Change estreou em 4 de abril de 2015 às nove e meia da manhã, nos canais da TXN, incluindo a TV Tokyo e a TV Osaka, substituindo Lady Jewelpet na programação.

### Música
O título da abertura é Magical Change (マジカル☆チェンジ, Majikaru☆Chenji, lit. "Mudança Mágica") cantada por Magical☆Dreamin e o tema de encerramento é Tell me! Tell me! que foi cantado por Dorothy Little Happy.